# Usine de coton de Pori
L'Usine de coton de Pori (finnois : Porin Puuvilla) est un bâtiment situé au centre de la ville de Pori en Finlande.

## Histoire de l'usine
De 1898 à 1974, l'usine fabrique des fils et des tissus en coton. 
En 1898 Gustav Efraim Ramberg et un groupe d'hommes d'affaires de Pori créent la fabrique.
De 1898–1921 la société s'appelle Porin Puuvillateollisuus Oy puis elle est vendue aux mêmes propriétaires pour devenir Porin Puuvilla Oy. 
Le propriétaire le plus important est Ahlström Oyj (30–40 %) et la famille Ahlström.
En 1912, la société a 650 employés et les ventes s'élèvent à 4,5 millions de marks finlandais.
En 1926, la société fonde à Pori une unité d’impression de tissus pour laquelle on achète des machines en Allemagne.
C'est la seconde unité en Finlande après celle de Forssa créée en 1861.
L'unité est modernisée dans les années 1930.
En 1956, l'usine de Pori créée son propre atelier de conception qui fonctionnera jusqu'en 1977 quand l'activité sera transférée à Forssa.
En 1974, Porin Puuvilla Osakeyhtiö fusionne avec Oy Finlayson Ab. 
Après l'incendie de 1981 de l'usine de tissage la production commencera à diminuer et elle sera définitivement arrêtée l'été 1994.

## Histoire contemporaine
L'usine héberge le centre universitaire de Pori (fi) et de nombreuses entreprises de tous secteurs.
En 2012, le centre commercial Puuvilla est construit à l'emplacement de l'ancienne usine de tissage.
La Direction des musées de Finlande a classé l'usine et la Porin konepaja parmi les Sites culturels construits d'intérêt national.